# Сухомлин, Василий Васильевич
Василий Васильевич Сухомлин (8 мая 1885, Чита — 21 ноября 1963, Москва) — русский и французский писатель, переводчик; эсер, делегат Всероссийского учредительного собрания.

## Биография

### Ранние годы
Василий Сухомлин родился в 1885 году в мещанской (или казачьей) семье ссыльных народовольцев Василия Ивановича Сухомлина (1860—1938) и Анны Михайловны Гальпериной. Местом его рождения разные источники называют как Читу, так и Москву. Василий все свое детство провёл на Карийской каторге, там же, в Нерчинске, получил начальное образование. В 1903 году родителям Василия разрешили вернуться в Европейскую часть Российской империи.
Василий окончил Ялтинскую гимназию, учился в Новороссийском университете. В 1903 году он поступил в Петербургский университет. Будучи студентом, Василий примкнул к эсерам, при том что в революционном движении вообще он участвовал с 1898 года. В 1904 году Василий был арестован, провёл четыре месяца в заключении и, по решению суда, был выслан из Санкт-Петербурга.
Оказавшись в Одессе в период Первой русской революции, Сухомлин принял активное участие в местных революционных событиях 1905-06 годов. Он вновь был арестован и в 1907 году приговорен военно-окружным судом к высылке на поселение в Сибирь. После приговора, уже из ссылки Василий бежал за границу.

### Первая эмиграция и возвращение
Василий Сухомлин прожил год в Гейдельберге (Германия), слушал лекции по философии и праву в местном университете, а затем переехал во Францию и завершил свое образование уже в университете в Монпелье. Некоторое время он жил в Италии, сотрудничая с французскими и итальянскими социалистическими изданиями.
После Февральской революции, в июле 1917 года, Сухомлин вернулся в Россию. На IV-ом съезде Партии социалистов-революционеров (ПСР) он был избран в ЦК ПСР, где занял левоцентристскую позицию. Тогда же он начал работать в эсеровской газете «Дело народа» и стал обязательным кандидатом ПСР во Всероссийское учредительное собрание. Будучи избран по Томскому округу (список № 2 — эсеры), Василий Сухомлин оказался участником единственного полноценного заседания Собрания 5 января 1918 года, после которого оно было разогнано большевиками.

### Вторая эмиграция
В марте 1918 года Сухомлин (вместе с Николаем Русановым) выехал в Стокгольм и Лондон как представитель партии эсеров на международную социалистическую конференцию, но в РСФСР уже не вернулся. За границей он жил главным образом в Париже, Риме и Праге, входил в Заграничную делегацию ПСР. В 1920-х годах он был одним из редакторов ежемесячного эмигрантского журнала «Воля России», а также в течение нескольких лет являлся членом исполнительного комитета II-го Социалистического интернационала. Кроме того, Василий Сухомлин работал в редакции бельгийской газеты «Le Peuple» (орган местной социалистической партии) и в газете «Quotidien» (орган «Картеля левых партий»).
В 1927 году Сухомлин переехал в Париж. В это время он работал соредактором журнала «Социалист-революционер» (1927-32, Прага), а в 1929 году в Париже входил в Комитет по устройству чествования Екатерины Брешко-Брешковской. Он также участвовал в литературных вечерах «Кочевья», в 1930 году выступал на собраниях «Воли России» и «Дней». В 1933 году Василий Сухомлин провёл диспут «Гитлер и Сталин».
После оккупации Франции войсками Третьего рейха Сухомлин в 1941 году переехал за океан — в Нью-Йорк, США — где уже в 1942 году вышел из Нью-Йоркской группы ПСР, в связи со своими призывами к поддержке СССР в войне против нацистской Германии («Обращение к русской эмиграции», август 1941). В Нью-Йорке он был секретарем еженедельника «France — Amérique» («Франция — Америка», орган французского Сопротивления). По окончании Второй мировой войны Сухомлин смог вернуться во Францию; обвинялся в связях с большевиками.

### Последние годы в СССР
В 1947 году Василий Васильевич получил советское гражданство, а четыре года спустя, в 1951 году, был выслан властями из Франции как коммунистический агент. После смерти Сталина, в 1954 году, он смог переехать жить в Советский Союз: выступал в советской печати, был корреспондентом французской газеты «Libération».
В 1962 году Василий Сухомлин стал членом Союза писателей СССР. Он умер 21-го (по некоторым данным, 20-го) ноября 1963 года в Переделкино (Московская область). 

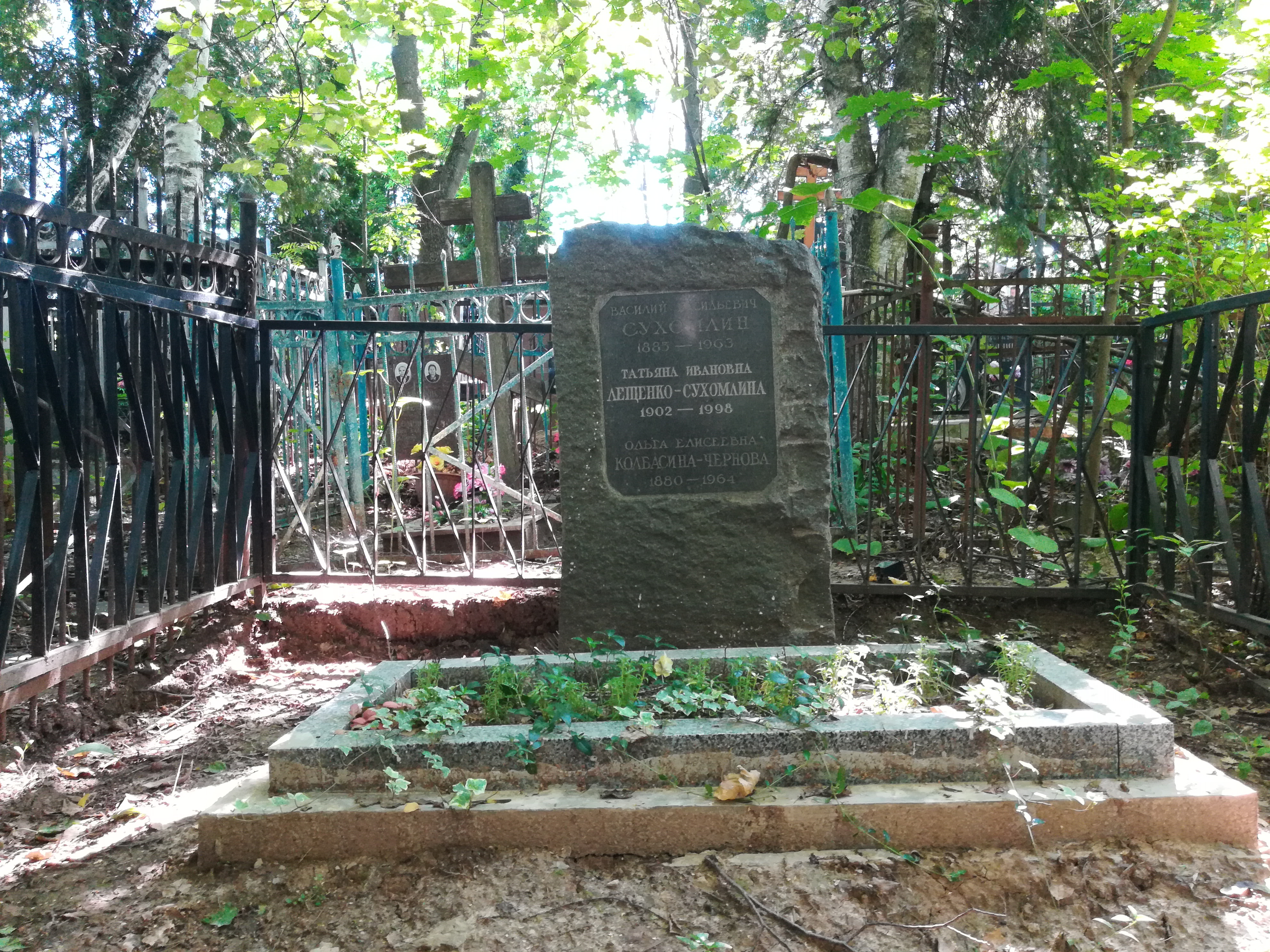

Похоронен на Переделкинском кладбище.

## Произведения
- Les hitlériens à Paris / Vassili Soukhomline — Paris : Éd. fr. réunis, 1967. — 246 с.
- «Знаменитые судебные процессы России» (1937, на франц. яз.) — о деле царевича Алексея, процессе первомартовцев.[1]
- «Le Parti socialiste révolutionnaire et la situation actuelle en Russie», 1919.[4]
- «Обращение к русской эмиграции», август 1941 года.[1]
- «Записки о Карийской катароге» // Вопросы истории, № 4, 1966 (воспоминания).
- «Гитлеровцы в Париже» // Новый мир, № 11—12, 1965.
- «Детство на Каре. Из записок русского интеллигента» // Прометей, № 3, 1967.
- «Троцкий, Ленин и Луначарский о самосудах», «Метаморфозы Ленина» и другие статьи.[3]

## Переводы на французский
М. Шолохов, «Тихий Дон» (1930—31); А. Чапыгин «Степан Разин» (1930); А. Новиков-Прибой, «Цусима» (1934); Л. Н. Толстой «Анна Каренина» (1949), рассказы М. Горького, И. Бабеля и ряда других произведений.

## Псевдонимы
Леонид Белкин, Европеец, Виктор Самарэ.

## Семья
Жена (с 31 декабря 1956 года): Татьяна Ивановна Лещенко-Сухомлина (1903—1998) — советская певица, актриса, писатель, переводчик и поэтесса.
Тётя (единоутробная сестра отца): Ольга Елисеевна Колбасина-Чернова (1886—1964) — эсерка, вторая жена единственного председателя Учредительного собрания, основателя ПСР Виктора Чернова.